# 朱買臣
朱买臣（?—前115年），字翁子，一作翁之，会稽郡吴县（今江蘇苏州）人，中国西汉中期政治人物。

## 生平
早年家贫，后为严助所荐，得到汉武帝的赏识，任为中大夫。不久免职，后又复起，被任命为会稽太守，负责与韩说等征讨东越。东越平定后，朱买臣获封为主爵都尉。数年之后，因罪被贬官为丞相长史。
后数年，张汤出任御史大夫，因淮南王刘安谋反一事构陷严助，招致买臣怨恨，加之张汤为人倨傲，多次故意折辱朱买臣，二人遂成死敌。前115年，朱买臣与李文等共同诬告张汤，将其迫死。不久事发，朱买臣亦获罪處斬。

## 吳郡朱氏
《元和姓纂》宣稱三國吳時的朱桓、朱异、朱據等皆為其後代。

## 轶事

### 覆水難收
朱买臣贫贱时為樵夫，其妻弃之而去。后朱买臣顯贵，其妻受其馈赠，羞愧自杀而死，李白借此典故曾写过“会稽愚妇轻买臣”的诗句。后人将其故事加以敷演，写成多种剧目，如《烂柯山》《朱买臣休妻》《马前泼水》等，成为成语“覆水难收”的起源。

### 受尽耻辱
朱买臣布衣時，曾住在會稽郡官舍借住借吃，遭尽白眼。当官后再回到从前那家旅馆，仍身著舊衣、把印綏放在懷裡，遭侮辱。后来拿出會稽太守的官印，看守纷纷拜倒在地。朱買臣這才慢慢走出，乘著長安廄吏駕的駟馬傳車離去。

### 负薪挂角
朱买臣早年家境贫寒，每日均需上山砍柴为生，没有闲暇读书。但他好学不倦，常一边背着柴走，一边看书，成为成语“负薪挂角”的起源。“负薪”指朱，“挂角”则是指隋朝李密。
負薪掛角：
負薪：背着柴草，漢朝朱買臣背着柴草讀書；掛角：把備讀的書掛在牛角上，隋朝李密騎在牛背上讀書。指邊勞動邊讀書，不畏辛苦。

## 延伸阅读
[在维基数据编辑]
 《漢書·卷064上》，出自班固《漢書》
 《漢書/卷064下》，出自班固《漢書》
 在维基共享资源阅览影像